# Sceptile
Sceptile (japanski: ジュカイン Jukain) jedan je od 1025 fiktivnih vrsta Pokémona iz medijske franšize Pokémon, skupa Pokémon videoigara, animiranih serija, manga stripova, knjiga, igraćih karata i drugih medija kojima je tvorac Satoshi Tajiri. Svrha je Sceptilea u videoigrama, animiranoj seriji i manga stripovima, kao i svrha ostalih Pokémona, borba s divljim Pokémonima – neukroćenim stvorenjima koje igrači i likovi pronalaze dok kreću na razne avanture – i pripitomljenim Pokémonima drugih Pokémon trenera. 
Ime "Sceptile" dolazi od engleske riječi "sceptre" = žezlo, što asocira na to da je Sceptile "kralj džungle", i riječi "reptile" = gušter. Njegovo japansko ime Jukain dolazi od riječi "jukai", što doslovno znači "more drveća" ili "bogat lišćem".

## Biološke karakteristike
Sceptile je dvonožni Pokémon-gušter veličine odraslog čovjeka s dugim, oštrim izraslinama koja nalikuju lisnatim mačevima, žutim kuglastim sjemenkama na leđima, i dugačkim mnogostrukim repom nalik na paprat. Njegovo je tijelo prilagođeno borbenoj snazi i vrhunskoj okretnosti u džungli. Sceptile je na razini kralja džungle, koju zauzima zbog svoje nenadmašne snage u svom staništu. Uvjeren je da je čuvar šuma, brižno uzgaja i čuva drveće i ostale biljke s velikom pažnjom. Kugle na njegovim leđima prepune su hranjivim tvarima, i Sceptile ih upotrebljava ne za sebe, već za oživljavanje drveća za koje se brine. Kako mu se tijelo ne bi pretjerano ohladilo, sunča se na suncu. 
Sceptile u prosjeku može težiti i preko 50 kilograma, ali je unatoč tomu veoma okretan i spretan u džungli. Kada mora prijeći dulje udaljenosti u šumama, skače s grane na granu svojim spretnim radom nogu. Kada mu se suprotstavi protivnički Pokémon, Sceptile koristi svoje skakačke sposobnosti kroz grane kako bi napao protivnika odozgo i s leđa, razrezujući ga sa svojim lisnatim britvama. Ako borba zauzme mjesto u šumskom području, Sceptile će to pokušati okrenuti u svoju korist.

## U videoigrama
Jedan od dosljednih aspekata svih Pokémon igara – od Pokémon Red i Blue za Nintendo Game Boy, do igara Pokémon Diamond i Pearl za Nintendo DS konzole – izbor je tri različita Pokémona na početku igračeve avanture; ta tri Pokémona etiketirana su kao Početni (ili starter) Pokémoni. Igrač može birati između Vodenog, Vatrenog ili Travnatog Pokémona, autohtonog za to područje; iznimka od ovog pravila je Pokémon Yellow (remake verzija prvotnih igara koja prati priču Pokémon animirane serije), gdje igrač dobiva Pikachua, Električnog miša, poznatog po tome što je maskota Pokémon medijske franšize.
Sceptilea se ne može naći u divljini, kao što je to slučaj sa svim evolucijama ostalih početničkih Pokémona. Razvija se iz Grovylea na razini 36, koji se razvio iz Treeckoa na 16. razini. Prema tome, Sceptile se potencijalno nalazi u timu igrača u bilo kojoj igri Ruby, Sapphire ili Emerald, pod uvjetom da je igrač odabrao Treeckoa na početku igre. Također se može razmijeniti između prije spomenutih igara,  te FireRed i LeafGreen verzija.
Statistički gledano, Sceptile je veoma snažan Travnati Pokémon, a posebno mu se izdvaja Speed i Special Attack, što ide u korist njegovim Travnatim napadima. Doduše, Sceptile pati od niskih Defense i HP statistika.

## U animiranoj seriji
Sceptile je prvi put prikazan u Hoenn ligi u Advanced Generation epizodi 127, pripadajući treneru Tysonu. Tyson ga je upotrijebio da bi ga pobijedio Aggrona u prvoj rundi, Rhydona u drugoj rundi, i u borbi protiv Asha u trećoj rundi.
U Battle Frontier izazovu, Ashov Grovyle razvio se u Sceptilea tijekom borbe s Tropiusom. Čak i nakon ove evolucije, Sceptile je zadržao svoju narav odmetnika i samotnjaka. U početku, Sceptile je bio nesposoban koristiti napade koje je prije normalno koristio, zbog neuzvraćene ljubavi prema Meganiumu, što je slomilo njegov natjecateljski duh i pogubno djelovalo na njega. Doduše, povratio je sposobnost da koristi napade dvije epizode kasnije u borbi protiv jednog od Battle Frontier mozgova, Spencera. Tada je naučio Sunčevu zraku. Otada, postao je jedan od Ashovih najjačih Pokémona (uz Charizarda i Pikachua)